# Andrzej Wilk (politik)
Andrzej Wilk (1849 – 1934) byl rakouský politik polské národnosti z Haliče, na počátku 20. století poslanec Říšské rady.

## Biografie
Působil jako statkář a kovář v Sieniawě.
Působil i jako poslanec Říšské rady (celostátního parlamentu Předlitavska), kam usedl ve volbách roku 1901 za kurii všeobecnou v Haliči, obvod Jarosław, Lancut, Cieszanow atd. Slib složil 5. února 1901.
Ve volbách roku 1901 se uváděl coby kandidát tzv. Stojałowského skupiny (politická strana Stronnictwo Chrześcijańsko-Ludowe okolo Stanisława Stojałowského). Podle jiného zdroje po volbách usedl do poslaneckého klubu Polské lidové strany. V roce 1904 se již uvádí jako bývalý stoupenec Stojałowského a nyní zasedal v poslaneckém Polském klubu. Jeho volba roku 1901 vyvolala kontroverze, protože na některých volebních lístcích stálo pouze jeho příjmení Wilk, přičemž v tomto obvodu kandidoval i jiný muž téhož příjmení. Následné řešení tohoto sporu trvalo roky. Poslanec Wilk kromě toho čelil aféře, když se zjistilo, že psací potřeby, které měl coby zákonodárce k dispozici, používal pro soukromé účely. Šlo o tisíce tiskopisů s hlavičkou poslanecké sněmovny, dále o psací potřeby, nůžky atd. Kvůli této aféře byl z Polského klubu vyloučen.